# Salvador Elizondo
Salvador Elizondo Alcalde (Mexikóváros, 1932. december 19. – Mexikóváros, 2006. március 29.) mexikói író és kritikus volt.
Elizondo tevékenykedett újságíróként, írt kritikát, novellát, verset, esszét és forgatókönyvet. Mindemellett 25 éven át a mexikóvárosi egyetem (UNAM) professzora is volt. Legismertebb művei  a Farabeuf (1965), El hipogeo Segreto (1968) és El grafografo (1972). Salvador Elizondót a legeredetibb avantgárd írók között tartják számon. Az 1960-as évek elterjedt realista és nacionalista stílusirányzataitól független kozmopolita írásmódján érezhető James Joyce és Ezra Pound hatása is.

## Élete
Salvador Elizondo 1932. december 19-én született Mexikóvárosban. Apja, Salvador Elizondo Pani diplomata és filmproducer volt. Már fiatalkorában érintkezésbe került a film és irodalom világával. Gyerekkorában néhány évet Németországban töltött a második világháború előtt, majd három évig katonai akadémiára járt Kaliforniában. Képzőművészetet tanult Mexikóvárosban, majd irodalmat Ottawa, Cambridge, Perugia, Párizs egyetemein és persze a hazai Universidad Nacional Autónoma de México (UNAM). Alapított két újságot (SNOB és NuevoCine), valamint munkatársa volt a Vuelta és Plural y Siempre újságoknak is.
1965-ben ítelték neki a Xavier Villaurrutia-díjat a Farabeuf o la crónica de un instante novelláért. Az El Colegio de México egyik első ösztöndíjasa volt, ahol kínaiul tanult. Az UNAM professzora lett és újabb ösztöndíjat kapott ezúttal a Ford Alapítványtól, melynek segítségével sikerült befejeznie tanulmányait New Yorkban és San Franciscóban.